# تترایدین نوناکسید
تترایدین نوناکسید (انگلیسی: Tetraiodine nonoxide) (I4O9) یک ترکیب شیمیایی فرضی است که از ید و اکسیژن تشکیل شده‌است. با این حال، در واقع به عنوان یک ترکیب پایدار وجود ندارد. اصطلاح "nonoxide" به این معنی است که این ترکیب به‌طور کامل از روند کلی سایر ترکیبات دوتایی حاوی اکسیژن مانند اکسیدها و پراکسیدها که دارای استوکیومتری ساده هستند پیروی نمی‌کند. تتراید غیر اکسید را می‌توان با واکنش ازن و ید در تتراکلرید کربن در دمای ۷۸- درجه سانتی گراد تولید کرد
تتراید نوناکسید را می‌توان به صورت جامد قرمز از ترکیب پنتوکسید ید (I2O5) با تری‌اکسید ید (IO3) در دمای پایین تشکیل داد. اما به محض افزایش دما، این ترکیب شروع به تجزیه به پنتوکسید ید و ید می‌کند.
تترایدین نوناکسید نمونه خوبی از ترکیبی است که از نظر تئوری پیشنهاد شده‌است، اما وجود واقعی آن هنوز محل بحث است.